# Nate Robinson
Nathaniel Cornelius „Nate“ Robinson (* 31. Mai 1984 in Seattle, Washington) ist ein ehemaliger US-amerikanischer Basketballspieler, der von 2005 bis 2015 in der NBA aktiv war.
Trotz seiner Größe von 1,75 Metern gewann Robinson im Februar 2006 den Slam Dunk Contest beim NBA All-Star Weekend mit einem Punkt Vorsprung gegenüber Andre Iguodala. 2009 gewann er den Contest erneut, wobei er mit einem spektakulären Dunk über den 2,11 Meter großen Dwight Howard sprang. Beim All-Star Weekend 2010 gewann er, als erster Spieler überhaupt in der NBA, den Slam Dunk Contest zum dritten Mal.

## Laufbahn

### High School
Robinson spielte in seiner Schulzeit zunächst für die Rainier Beach High School in Seattle, wechselte anschließend aber auf die James Logan High School in Union City, Kalifornien. In seinem Senior-Jahr kehrte er zur Rainier Beach High School zurück, wo er Basketball und Football spielte. In der Spielzeit 2001/02 führte Robinson sein Basketballteam zu 28 Siegen bei nur einer Niederlage und gewann mit dem Team die AAA State Championship. Er erzielte durchschnittlich 17,9 Punkte, 7 Rebounds und 7 Assists pro Spiel als Senior und wurde AAA Player of the Year in Washington. Nate schaffte es unter die 100 Finalisten des McDonald's High School All-American Team.
Außerdem wurde er AAA Player of the Year in Football, wo er 1200 Yards lief, 500 Yards empfing und 21 Touchdowns machte. Er wurde auch SuperPrep All-American und war an 17. Stelle der besten Spieler. Robinson hält außerdem den Staatsrekord im 110-Meter-Hürdenlauf für Washington. Er rannte die Strecke in 13,85 Sekunden.

### College
Robinson hatte eine erfolgreiche Collegezeit Er führte die Washington Huskies, das Team der University of Washington, zu zwei NCAA-Division-I-Basketball-Championship-Turnierteilnahmen, wo sie es in seiner Junior-Saison unter die Sweet Sixteen, die letzten 16, schafften.
Nate Robinson spielte außerdem Football bei den Huskies. Sein größter Moment kam, als das Team Minuten vor Schluss im letzten Viertel gegen den Lokalrivalen Washington State Cougars, das Team der Washington State University, mit drei Punkten zurücklag: Robinson fing einen Pass des gegnerischen Quarterbacks Matt Kegel ab und seine Mannschaft wandelte den Ballbesitz in ein Field Goal um. Sein Team gewann das Spiel in der dritten Verlängerung.

### Profikarriere
Nate Robinson ist der erste Spieler in der NBA, der viermal an der NBA Summer League teilgenommen hat. Seit seiner Rookie-Saison 2005/06 spielte er jedes Jahr in der Summer League. Er ist außerdem der erste Spieler der Summer League, dessen Trikotnummer zu seinen Ehren nicht mehr vergeben wird. Seit 2008 hängt im Cox Pavillon der University of Nevada, Las Vegas die Nummer 4 von Nate Robinson an der Decke. Er gewann außerdem 2008 die MVP-Trophy der NBA Summer League.
Robinson wurde im NBA-Draft 2005 an 21. Stelle von den Phoenix Suns ausgewählt, aber gleich zusammen mit Quentin Richardson für Kurt Thomas und Draftrechte (54. Pick) zu den New York Knicks getauscht. Robinson absolvierte 72 Spiele, davon 26 von Beginn an. Dabei gelangen ihm im Schnitt 9,3 Punkte und 2,0 Assists pro Spiel. Sein bestes Spiel gelang ihm im Madison Square Garden gegen die Philadelphia 76ers, als er 17 Punkte machte und sich 6 Rebounds schnappte. Drei Punkte machte er bei dem spielentscheidenden Wurf über sein Kindheitsidol Allen Iverson. Beim All-Star Weekend 2006 gewann er den Slam Dunk Contest mit 141 zu 140 Punkten gegen Andre Iguodala. Er brauchte 14 Versuche für seinen letzten Dunk.
In dieser Saison war er außerdem bei körperlichen Auseinandersetzungen zwischen Jerome James und Malik Rose beteiligt.
Robinson war am sogenannten Brawl zwischen den Denver Nuggets und New York Knicks beteiligt. Er prügelte sich mit J. R. Smith und wurde als Konsequenz für zehn Spiele gesperrt. Robinson versuchte beim Slam Dunk Contest seinen Titel aus dem Jahr 2006 zu verteidigen, doch er wurde nur Zweiter hinter Gerald Green.
Am 14. Februar 2009 nahm er erneut am Slam Dunk Contest teil. In der ersten Runde machte er zwei Dunks und wurde mit 87 Punkten Zweiter hinter Dwight Howard. Vor dem Finale wechselte er seine Kleidung: Er zog ein grünes Trikot, grüne Shorts und grüne Schuhe an, außerdem hatte er einen grünen Ball. Damit konterte er das Superman-Thema von Dwight Howard, denn im Comic ist der Erzfeind von Superman Kryptonite, welcher grün ist. Aus Kryptonite machte er KryptoNATE. Er sprang über den 36 Zentimeter größeren Howard und dunkte.
Er fügte sich gut in die Rotation des neuen Trainers Mike D’Antoni ein. Ihm gefiel das schnelle Spiel des Trainers und er spielte seine beste Saison bisher mit durchschnittlich 17,2 Punkte und 4,1 Assists pro Spiel in durchschnittlich 30 Minuten Spielzeit. Durch sein energisches und spektakuläres Spiel wurde er in der Saison im Madison Square Garden zum Fanliebling.

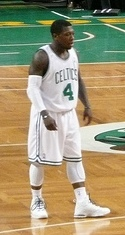
Robinson im Trikot der Celtics

Im Februar 2010 wurde er zusammen mit Marcus Landry für Eddie House, Bill Walker und J. R. Giddens zu den Boston Celtics transferiert. Robinson spielte in der Saison insgesamt 26 mal für die Celtics und erreichte insgesamt einen Punktedurchschnitt von 6,5. Er spielte durchschnittlich zwar nur 14,7 Minuten, war in den Playoffs aber dennoch sehr wichtig für die Celtics. In Spiel 6 der Eastern Conference Finals erzielte er 13 Punkte und war entscheidend am Einzug in die Finals beteiligt.
Am 24. Februar 2011 wurde Robinson zusammen mit Kendrick Perkins im Austausch für Jeff Green und Nenad Krstic an die Oklahoma City Thunder, die im Jahr 2008 aus Seattle (vorher: Seattle SuperSonics) nach Oklahoma City umgezogen waren, transferiert. Robinson, der stark in die Basketball-Community seiner Heimatstadt Seattle eingebettet ist, geriet rasch in das Spannungsfeld zwischen den Fanszenen aus Seattle und Oklahoma City. Als er im Rahmen der Playoffs 2011 die Fans der Thunder als „beste Fans des Planeten“ bezeichnete, sah er sich veranlasst, aufkommende Kritik durch ausgleichende Äußerungen abzuschwächen. Kurz nach dem Beginn der Saison 2011/2012 wurde er von den Thunder entlassen und unterschrieb am 4. Januar bei den Golden State Warriors. Bei den Warriors teilte er sich einen Platz mit Stephen Curry. Am 31. Juli 2012 wurde er von den Chicago Bulls unter Vertrag genommen.
Nach einer Saison in Chicago wechselte er zu den Denver Nuggets. Während seiner zweiten Saison in Denver tradete man ihn Anfang Januar 2015 im Austausch gegen Jameer Nelson zurück zu den Boston Celtics. Er machte aber kein Spiel für Boston und wurde kurz darauf von den Los Angeles Clippers verpflichtet. Robinson blieb jedoch nur bis zum Saisonende in Los Angeles.
Im Oktober 2015 einigte er sich auf einen Vertrag über ein Jahr mit den New Orleans Pelicans. Am 17. März 2016 unterzeichnete Robinson einen Vertrag in der israelischen Ligat ha’Al bei Hapoel Tel Aviv. Im Februar 2017 unterschrieb er bei den Delaware 87ers in der G-League einen Vertrag. Bereits wenige Wochen später wechselte er nach Venezuela zu Guaros de Lara. Seine letzte Station war von Juli bis September 2018 der libanesische Club Homenetmen Beirut.